# Шахматы (macOS)
Шахматы (англ. Chess) — шахматная программа для macOS от компании Apple, впервые представленная в Mac OS X 10.2. Является оболочкой для шахматной программы GNU Chess, написанной для Unix в 1980-х годах.

## О программе
Программа входит в комплект поставки macOS. С версии Mac OS X 10.8 поддерживает Game Center, что позволяет играть против друзей и получать достижения.
На выбор имеется четыре вариации шахмат для игры: «Обычные шахматы», «Шведские шахматы», «Поддавки» и «Поддавки с шахами и матом». Также можно выбрать игроков: «Человек против человека», «Человек против компьютера», «Компьютер против человека», «Компьютер против компьютера» и «Совпадение Game Center».

### Настройки приложения
Параметры настройки внешнего вида поля и способа управления:
- Стиль: Изменяет внешний вид доски и фигур.
- Выбор уровня сложности: Позволяет выбрать сложность компьютерного соперника, при перемещении ползунка между значениями «Быстрее» и «Лучше».
- Озвучивание голосом: Включает голосовое управление своими фигурами пользователем и озвучивание ходов компьютерного оппонента или другого пользователя.

### Возможности приложения
Взаимодействие с доской, партией и Game Center:
- Изменение угла обзора доски: При удержании и вращении (в одном из 4-х направлений) края доски, можно настроить угол обзора с помощью мыши или трекпада;
- Сохранение партии: Партию можно сохранить в двух форматах: «Партия в шахматы», который позволяет в дальнейшем продолжить партию при открытии файла, и «Ходы (PGN)», при котором сохраняется текстовый файл с информацией о партии и ходах;
- Достижения: Имеется 19 достижений, которые можно получить в ходе игры. При нажатии на них, показывается процент игроков, получивших достижение и дата получения его пользователем;
- Журнал партии: Открывает боковое окно, в котором записываются ходы. Есть возможность редактировать информацию о партии: игроки белых и чёрных фигур, город, страна и событие;
- Подсказка и последний ход: При нажатии «Показать подсказку», программа красной стрелочкой предложит ход игроку. При нажатии «Показать последний ход», программа покажет синей стрелочкой последний ход в партии.